# ایستگاه سون سیسترز
ایستگاه سون سیسترز (انگلیسی: Seven Sisters station) یکی از ایستگاه‌های خط ویکتوریا متروی لندن (زیرزمینی)، خط لی والی (زمینی) و همین‌طور راه‌آهن انگلستان است.
این ایستگاه که در منطقه هرینگی لندن قرار دارد در سال ۱۸۷۲ میلادی تأسیس شده است.